# 山宮浅間神社

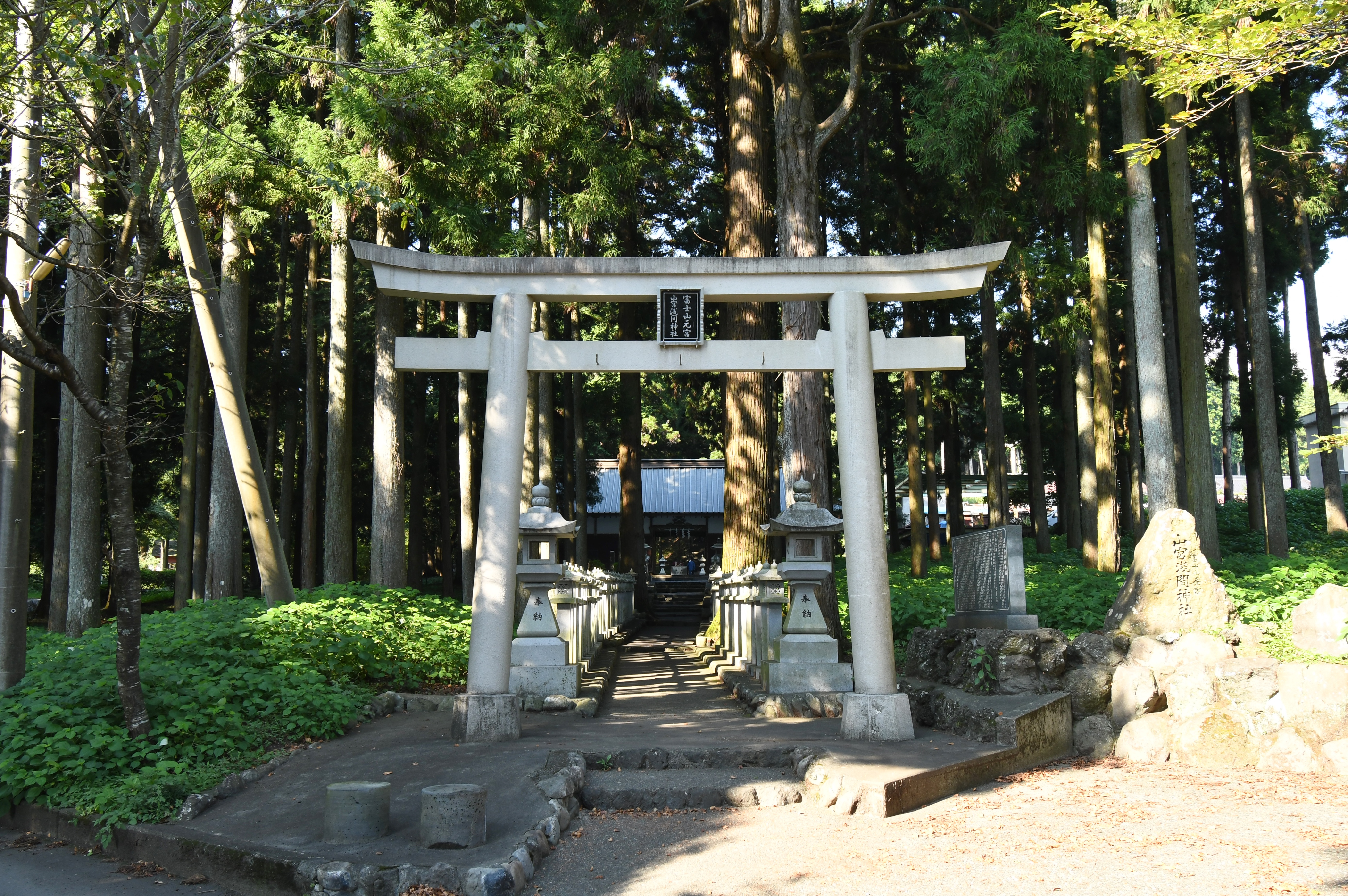
鳥居

山宮浅間神社（やまみやせんげんじんじゃ）は、静岡県富士宮市山宮にある神社。旧社格は村社。神紋は「丸に棕櫚の葉」。全国にある浅間神社の1つで、富士山本宮浅間大社の元宮・山宮（元摂社）である。登記上の宗教法人名称は「浅間神社（せんげんじんじゃ）」。
「富士山－信仰の対象と芸術の源泉」の構成資産の一部として世界文化遺産に登録されている（登録名称は「山宮浅間神社」）。

## 概要

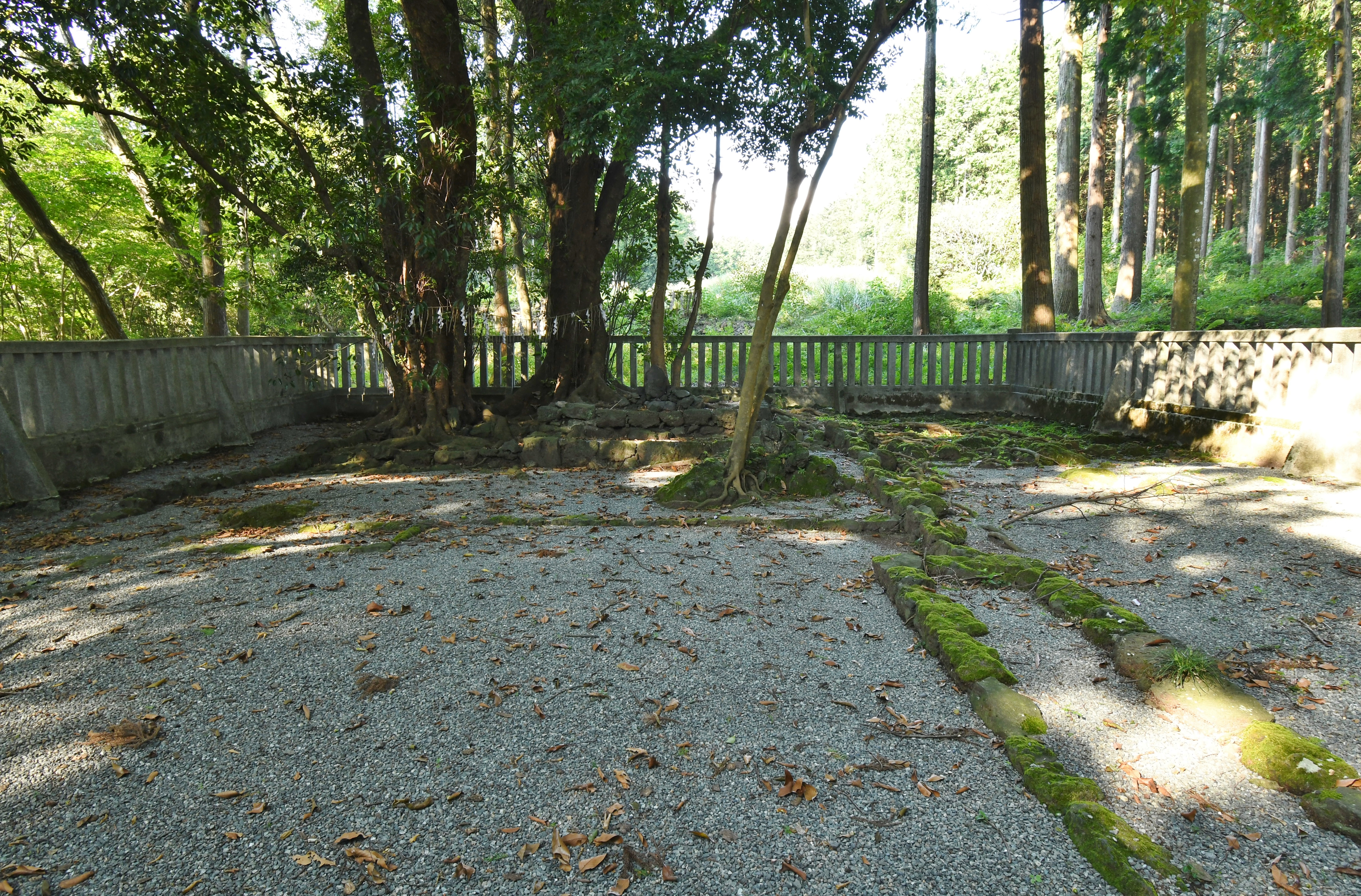
遥拝所

富士氏が記した『富士本宮浅間社記』に社伝が残る。同記によると大同元年（806年）に平城天皇の命により坂上田村麻呂が山宮浅間神社の地から富士山本宮浅間大社の位置に遷座したとあり、浅間大社の創建以前に最初に奉斎された場所と伝わる。浅間大社への遷座以前の伝承も述べ、垂仁天皇3年の時に富士山麓の山足の地に祀られていたとある。後の景行天皇の時代、日本武尊が東国遠征の途中駿河国で賊徒の攻撃に遭い、富士の神（浅間大神）を祈念し窮地を脱することに成功した。日本武尊はその神の恩恵から富士大神を祀ることとし、当地に磐境が設けられ祀られることとなったという。
境内には本殿に該当する建築物が無く、遥拝所としての原始的な形態を留めている。遥拝所には溶岩を用いた石列が長方形に組まれており、富士山を拝む方向に祭壇が位置している。祭壇に向かって左側に富士大宮司席・公文富士氏・案主富士氏席・献饌所があり、右側に別当・社僧席が位置している。平成20年度の発掘調査では、12世紀代の土師器群が出土している。これらは祭祀に使用されたと考えられている。
2013年（平成25年）6月22日に「富士山－信仰の対象と芸術の源泉」の構成資産の一部として世界文化遺産（日本の文化遺産としては13箇所目）に登録された。また山宮浅間神社から望む富士山の風景は、環境省公開の「富士山がある風景100選」に選定されている。

## 祭神
- 木花之佐久夜毘売命
  - 祭神は浅間大社に同じ。別称を「浅間大神」とも。

## 山宮御神幸
遷座後も当地は浅間大社の元宮・山宮として浅間大社の祭祀に深く関わってきた。当社は江戸時代には浅間大社の摂社であり、1877年（明治10年）には末社と定められていた（現在は別法人であり、事実上独立）。浅間大社では「初申祭」として4月初申日に当社への参拝が行われる。
「山宮御神幸」はその浅間大社と山宮浅間神社を往復する神事であり、古地へ神を里帰りさせるために行う。その道を「御神幸道」という。1873年（明治6年）まで行われていた神事であり、名残として浅間大社の楼門前と当社の籠屋付近および石段付近に「鉾立石」があり、これは神事に用いられる鉾を休めるための「御休石」であるという。
御神幸道の起点には首標の石碑があり、湧玉池の畔に現存している。この首標は1984年（昭和59年）に浅間大社境内の土中から発見されたものであり、元禄4年（1691年）に奉納されたものである。御神幸道の行路は6社の神社を経由するが、それらはすべて浅間大社または山宮浅間神社に縁故のある神社である。

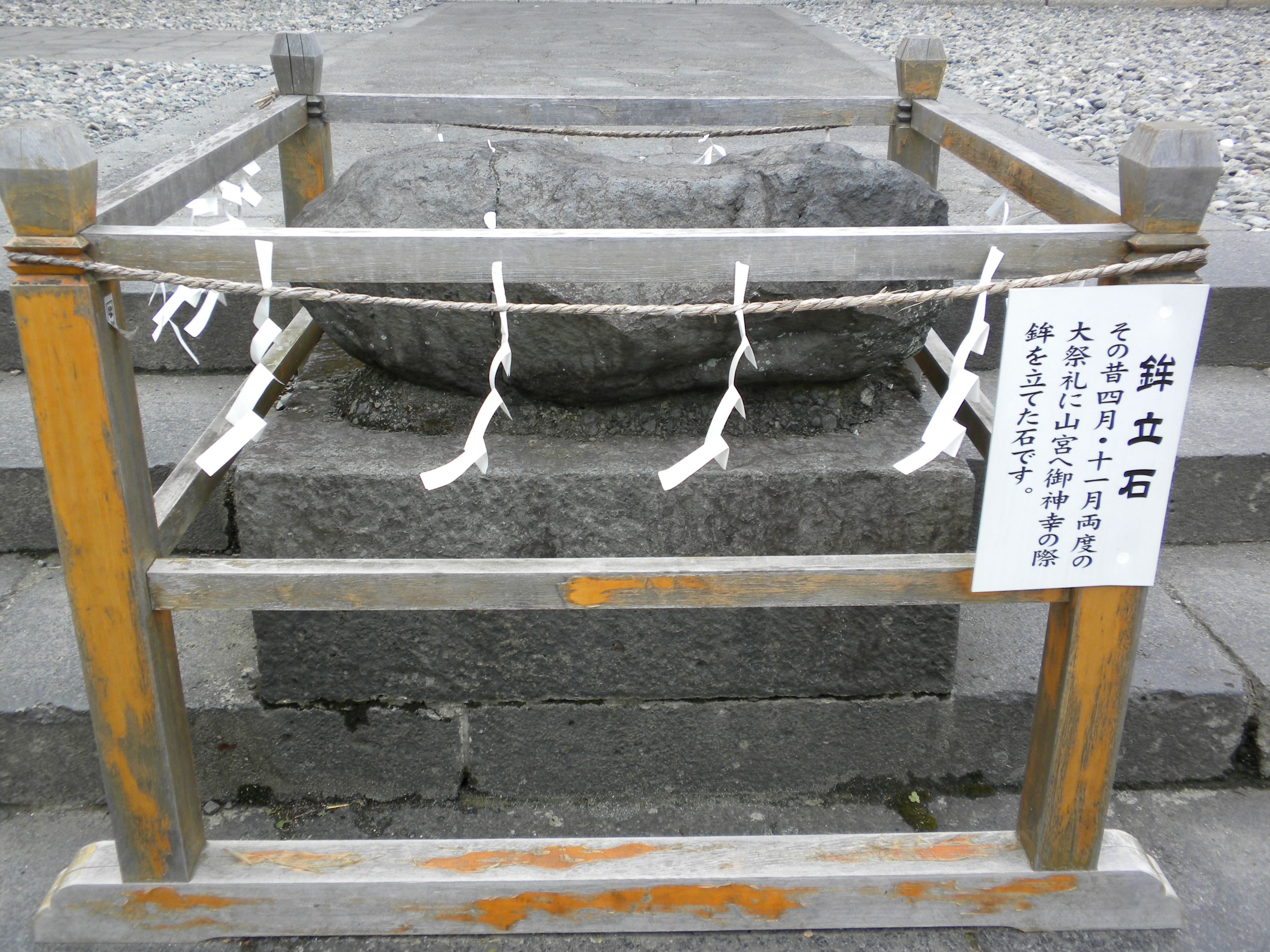
富士山本宮浅間大社の鉾立石
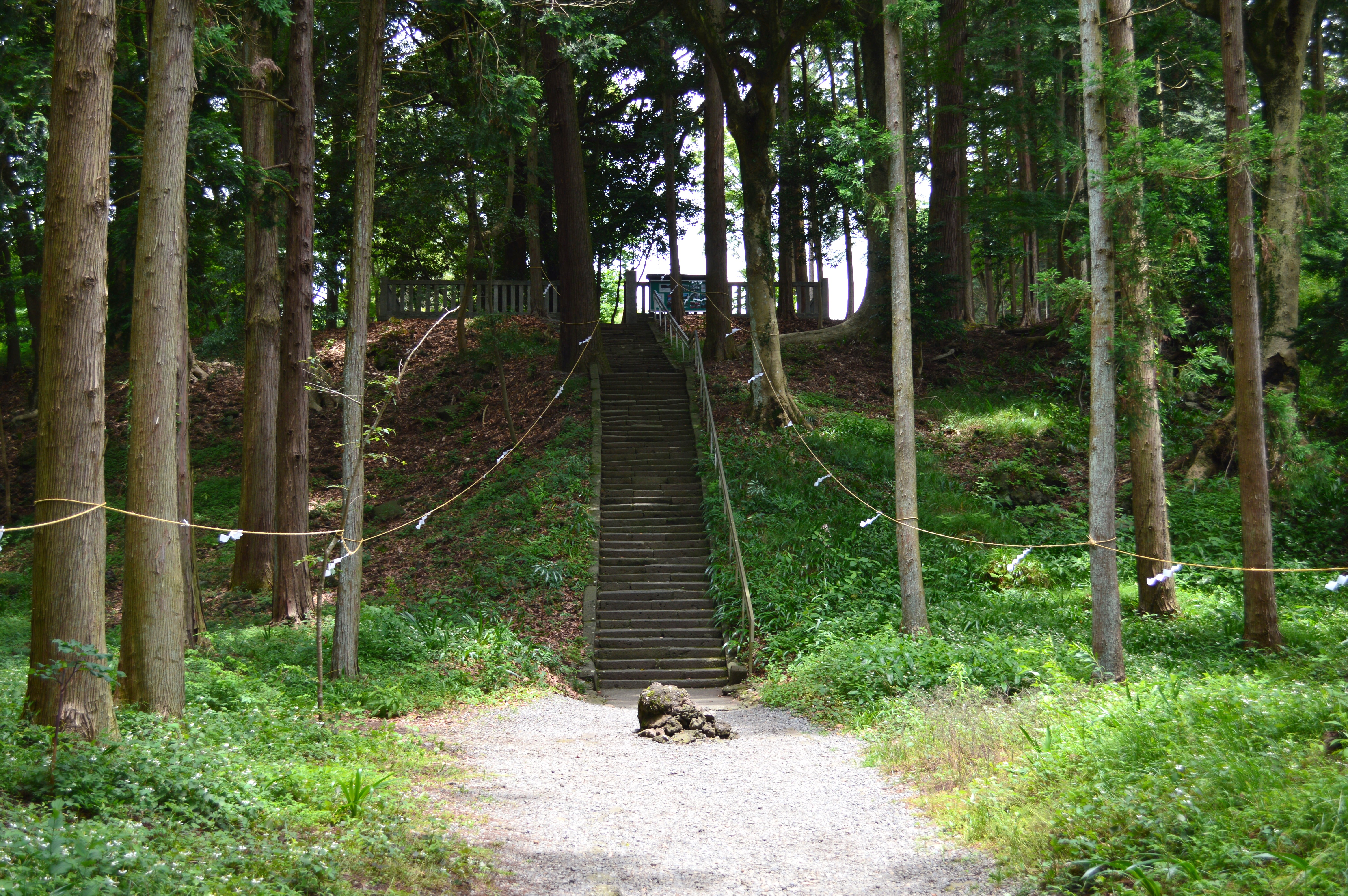
石段付近の鉾立石
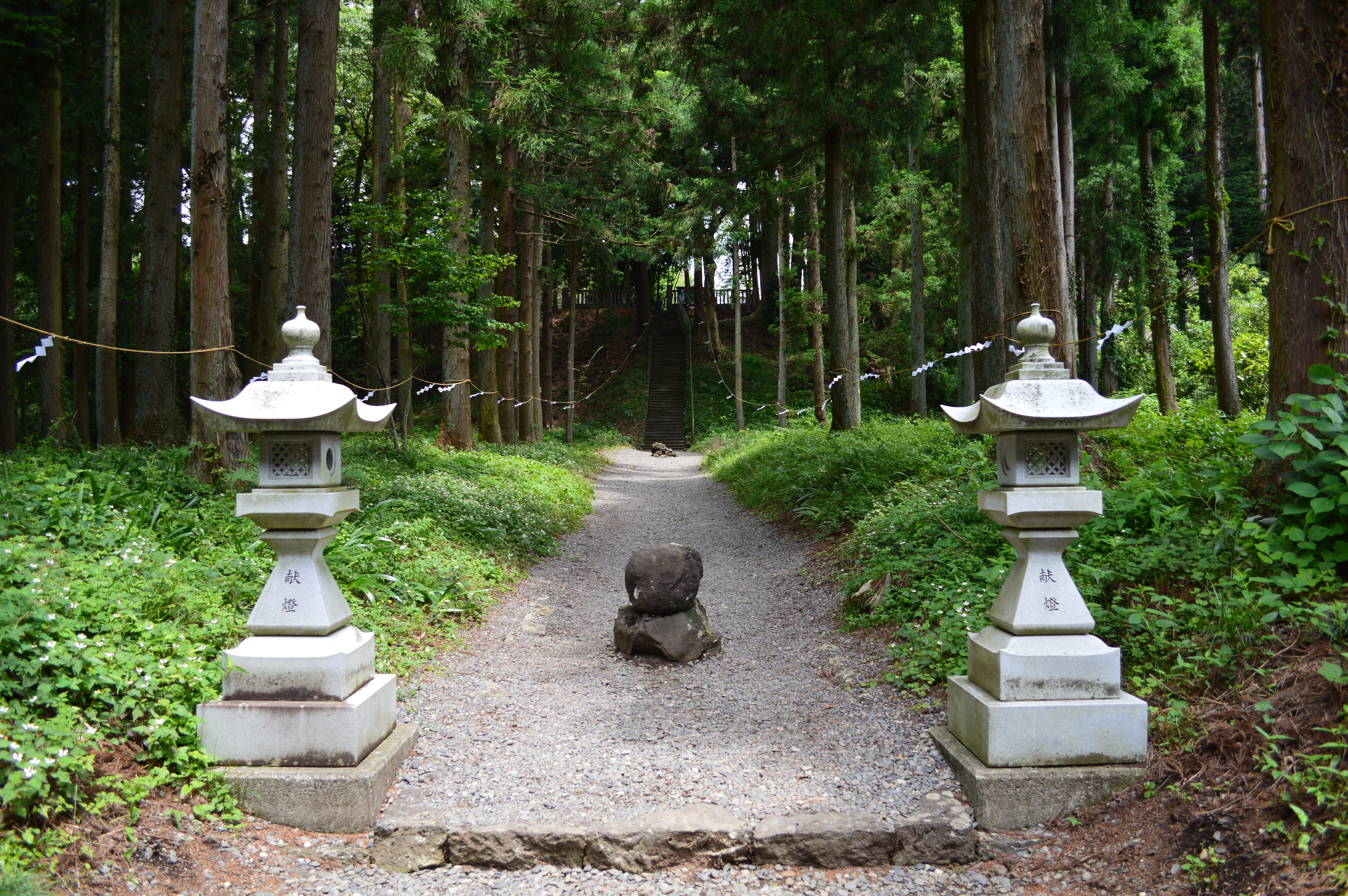
山宮浅間神社の鉾立石

## 文化財

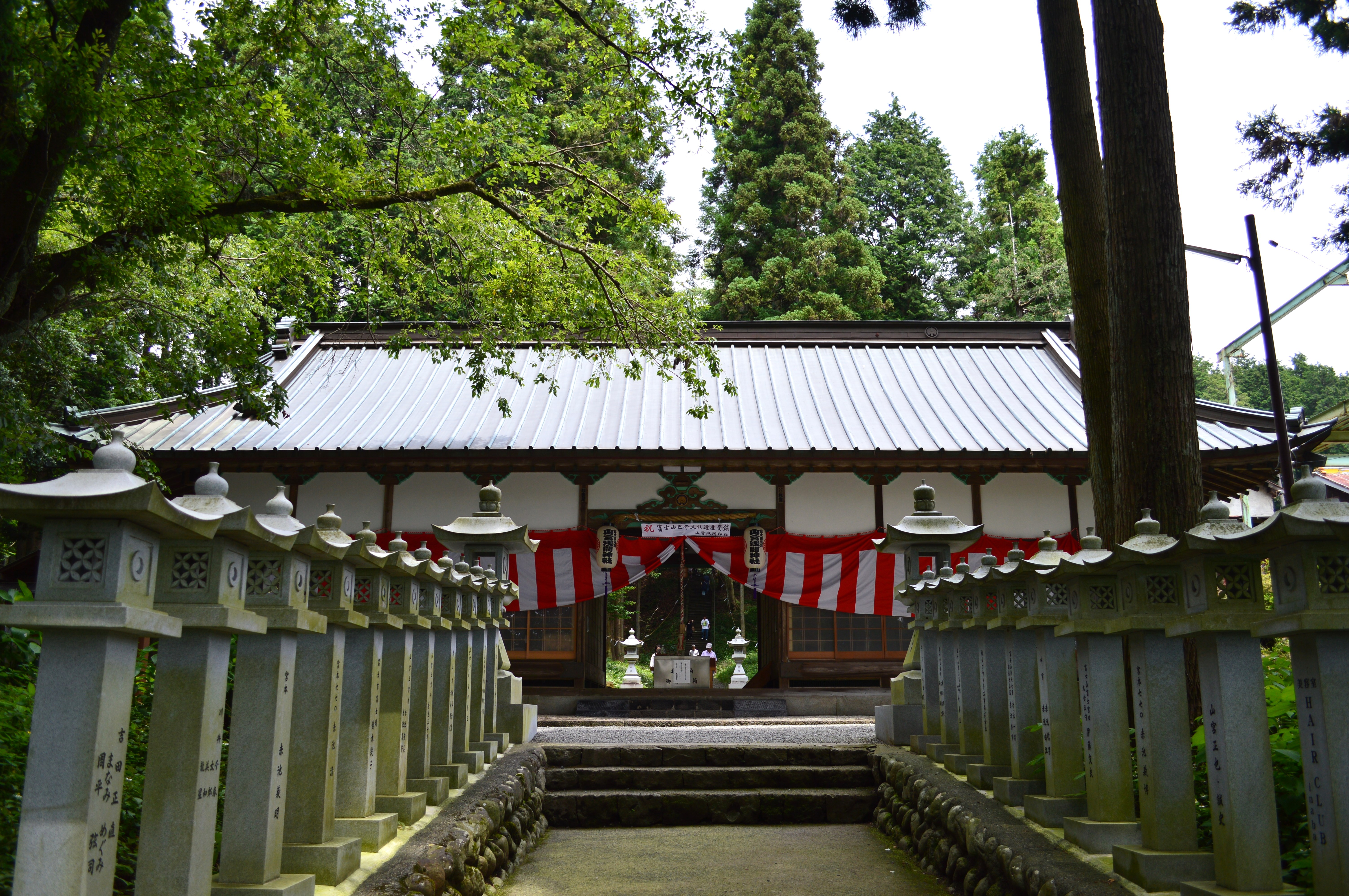
籠屋（富士大宮司以下社人が参籠した場所であり、現在のものは昭和8年に建て替えたもの）

### 国の史跡
- 国の史跡「富士山」に包括